# Mustafa IV.
Mustafa IV. (8. rujna 1779. – 5. studenog 1808.) turski sultan
Mustafa IV. postaje sultan u prosincu 1807. godine nakon pobune koja svrgava Selima III. zbog njegove objave rata Rusiji.
Popularnost svrgnutog Selima III. u cijelom carstvu je ipak bila prevelika da bi se novi vladar prihvatio, što dovodi do vojne pobune protiv Mustafe IV. U pokušaju gušenja te pobune ovaj sultan se odlučuje na likvidaciju svih svojih muških rođaka kako bi postao jedini živi potomak osnivača Otomanskog carstva što bi ga učinilo nedodirljivim.
Dok je naređenje za ubojstvo Selima III. uspješno izvršeno, ono koje je namijenilo istu sudbinu bratu Mahmudu nije.
Kada je vijest o tom događaju stigla na ulice opća pobuna je svrgnula Mustafu IV. i na njegovo mjesto postavila 29. srpnja 1808. godine Mahmuda II.
Mustafa IV. je pogubljen koji mjesec kasnije kako bi sada Mahmud II. postao jedini krvni muški nasljednik Osmana.
| Prethodnik: | Vladar Osmanskog Carstva (1807. – 1808.) | Nasljednik: |
| Selim III.  | Vladar Osmanskog Carstva (1807. – 1808.) | Mahmud II.  |